# Alexandra Bracken
 (octobre 2018).
Si vous disposez d'ouvrages ou d'articles de référence ou si vous connaissez des sites web de qualité traitant du thème abordé ici, merci de compléter l'article en donnant les références utiles à sa vérifiabilité et en les liant à la section « Notes et références ».
Œuvres principales
- Darkest Minds

Alexandra Bracken, née le 27 février 1987 à Phoenix en Arizona, est une autrice américaine, connue pour la série de livres Darkest Minds et la série Passenger.

## Biographie
Alexandra Bracken est née à Phoenix en Arizona. Elle a vécu à New York, où elle a travaillé dans l'industrie de l'édition pour enfants, d'abord comme assistante de rédaction, puis dans le marketing. Elle est diplômée du lycée de High Chaparral en 2005 et a fréquenté le Collège de William et Mary à Williamsburg en Virginie, où elle a  obtenu un diplôme en Histoire et en anglais en mai 2009 avec mention « magna cum laude ».

## Carrière
Alexandra Bracken a commencé à écrire son premier roman, Brightly Woven, au cours de sa première année d'université, livre qu'elle voulait comme un cadeau d'anniversaire pour son ami au cours de sa deuxième année, quand elle avait dix-neuf ans. En 2010, le magazine américain Publishers Weekly a vu en Alexandra Bracken « une jeune auteure en pleine d'avenir ». Elle s'est également hissée à la troisième place du 2010 GoodReads Choice Awards du meilleur auteur débutant.

## SérieDarkest Minds
En 2012, Disney Hyperion publie The Darkest Minds, le premier livre de la série du même nom.
Dans un futur proche, les adolescents sont décimés par un mal mystérieux. Les survivants développent des pouvoirs étranges qui effrayent le gouvernement... La trilogie se concentre sur Ruby, une adolescente de 16 ans avec des capacités spéciales qu'elle a du mal à comprendre et maîtriser. Elle s'évade d'un « camp de rééducation », dans lequel elle avait été emprisonnée et, avec d'autres adolescents, se lance dans une fuite éperdue à travers les États-Unis en ruines. Leur but: trouver l'Insaisissable, un mystérieux résistant qui promet un endroit sûr à tous les jeunes en danger. Les rumeurs disent qu'il sait comment maîtriser ses pouvoirs... Le titre du premier roman de la série, Black is the Color, a été renommé pour devenir The Darkest Minds en novembre 2011.
En octobre 2013, le deuxième tome de la série Darkest Minds, Never Fade est publié. Ce livre suit toujours le personnage de Ruby, montrant la manière dont elle apprend à contrôler ses capacités, à fédérer les jeunes doués de pouvoirs comme elle et à lutter contre le gouvernement qui veut les emprisonner.
En octobre 2014 est publié le tome final de la série, In the Afterlight montrant Ruby et ses amis essayant de se faire une place dans ce monde, s'organisant pour sauver les enfants pris au piège dans les soi-disant « camps de réhabilitation » du gouvernement.
Une adaptation cinématographique est sortie en 2018 sous le titre Darkest Minds : Rébellion.

## Œuvres

### SériePassenger
1. Passenger, Milan, 2017 ((en) Passenger, 2016), trad. Leslie Damant-Jeandel  (ISBN 978-2-7459-8097-7)
2. Les Voyageurs du temps, Milan, 2018 ((en) Wayfarer, 2017), trad. Leslie Damant-Jeandel  (ISBN 978-2-7459-8098-4)

### SérieLa Terrifiante Histoire de Prosper Redding
1. Une alliance diabolique, La Martinière jeunesse, 2018 ((en) The Dreadful Tale of Prosper Redding, 2017), trad. Cécile Magné  (ISBN 978-2-7324-8532-4)
2. La Dernière Vie du prince Alastor, La Martinière jeunesse, 2019 ((en) The Last Life of Prince Alastor, 2019), trad. Isabelle Troin  (ISBN 978-2-7324-8536-2)

### SérieDarkest Minds
1. Les Insoumis, La Martinière jeunesse, 2013 ((en) The Darkest Minds, 2012), trad. Daniel Lemoine  (ISBN 978-2-7324-5168-8)
2. Le Chemin de la vérité, La Martinière jeunesse, 2014 ((en) Never Fade, 2013), trad. Daniel Lemoine  (ISBN 978-2-7324-5202-9)
3. Dénouement, La Martinière jeunesse, 2015 ((en) In the Afterlight, 2014), trad. Daniel Lemoine  (ISBN 978-2-7324-5203-6)
4. Héritage, La Martinière jeunesse, 2018 ((en) The Darkest Legacy, 2018), trad. Cécile Magné  (ISBN 978-2-7324-8825-7)

- (en) Through the Dark, 2015, recueil de nouvelles

### SérieLa Malédiction des os d'argent
1. La Malédiction des os d'argent, De Saxus, 2023 ((en) Silver in the Bone, 2023), trad. Antoine Monvoisin, 544 p.  (ISBN 978-2-37876-341-1)
2. Le Miroir des bêtes, De Saxus, 2025 ((en) The Mirror of Beasts, 2024), trad. Antoine Monvoisin, 540 p.  (ISBN 978-2-37876-596-5)

### UniversStar Wars
- Épisode IV : La Princesse, le Vaurien et le Jeune Fermier, Pocket Jeunesse, 2015 ((en) The Princess, the Scoundrel, and the Farm Boy, 2015), trad. Thierry Arson  (ISBN 978-2-266-26062-6)

### Romans indépendants
- (en) Brightly Woven, 2010
- Lore, De Saxus, 2021 ((en) Lore, 2021), trad. Jean-Baptiste Bernet  (ISBN 978-2-37876-129-5)